# Microthecium levitum
Microthecium levitum är en svampart som beskrevs av Udagawa & Cain 1970. Microthecium levitum ingår i släktet Microthecium och familjen Ceratostomataceae.   Inga underarter finns listade i Catalogue of Life.